# ونسرپلدر
ونسرپلدر (به هلندی: Venserpolder) یک پولدر و همسایگی در هلند است که در آمستردام واقع شده‌است.